# Loiron
Loiron – miejscowość i dawna gmina we Francji, w regionie Kraj Loary, w departamencie Mayenne. W 2013 roku jej populacja wynosiła 1575 mieszkańców. 
W dniu 1 stycznia 2016 roku z połączenia dwóch ówczesnych gmin – Loiron oraz Ruillé-le-Gravelais – powstała nowa gmina Loiron-Ruillé. Siedzibą gminy została miejscowość Loiron. 